# Jagger/Richards

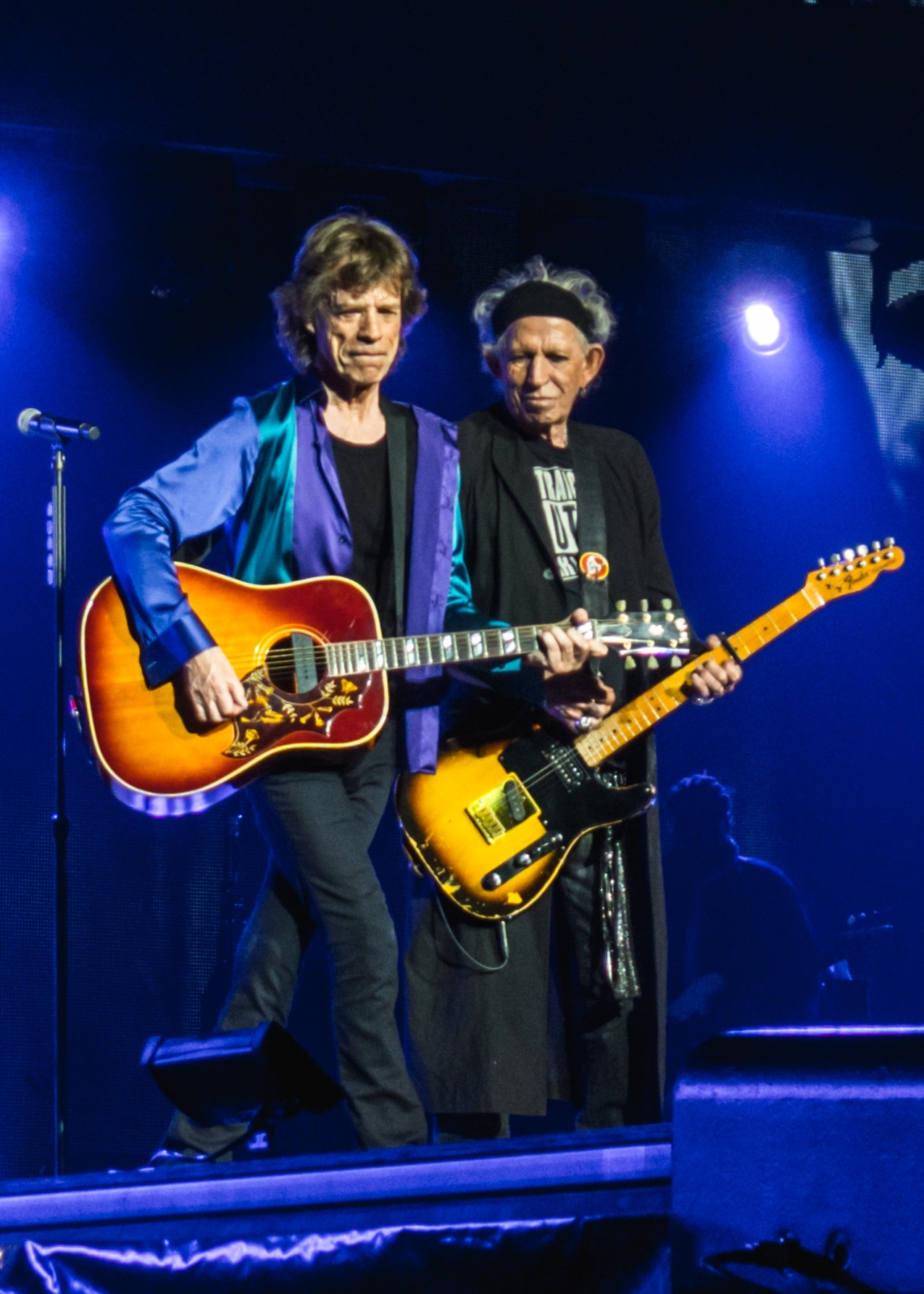
Jagger (links) und Richards (rechts) in Stockholm, 2017

Jagger/Richards ist eine der erfolgreichsten Songwriting-Partnerschaften der Musikgeschichte. Mick Jagger und Keith Richards haben die meisten Songs der Rolling Stones geschrieben. Unter dem Pseudonym The Glimmer Twins waren sie auch als Produzenten bzw. Koproduzenten bei zahlreichen Alben der Rolling Stones tätig.

## Geschichte

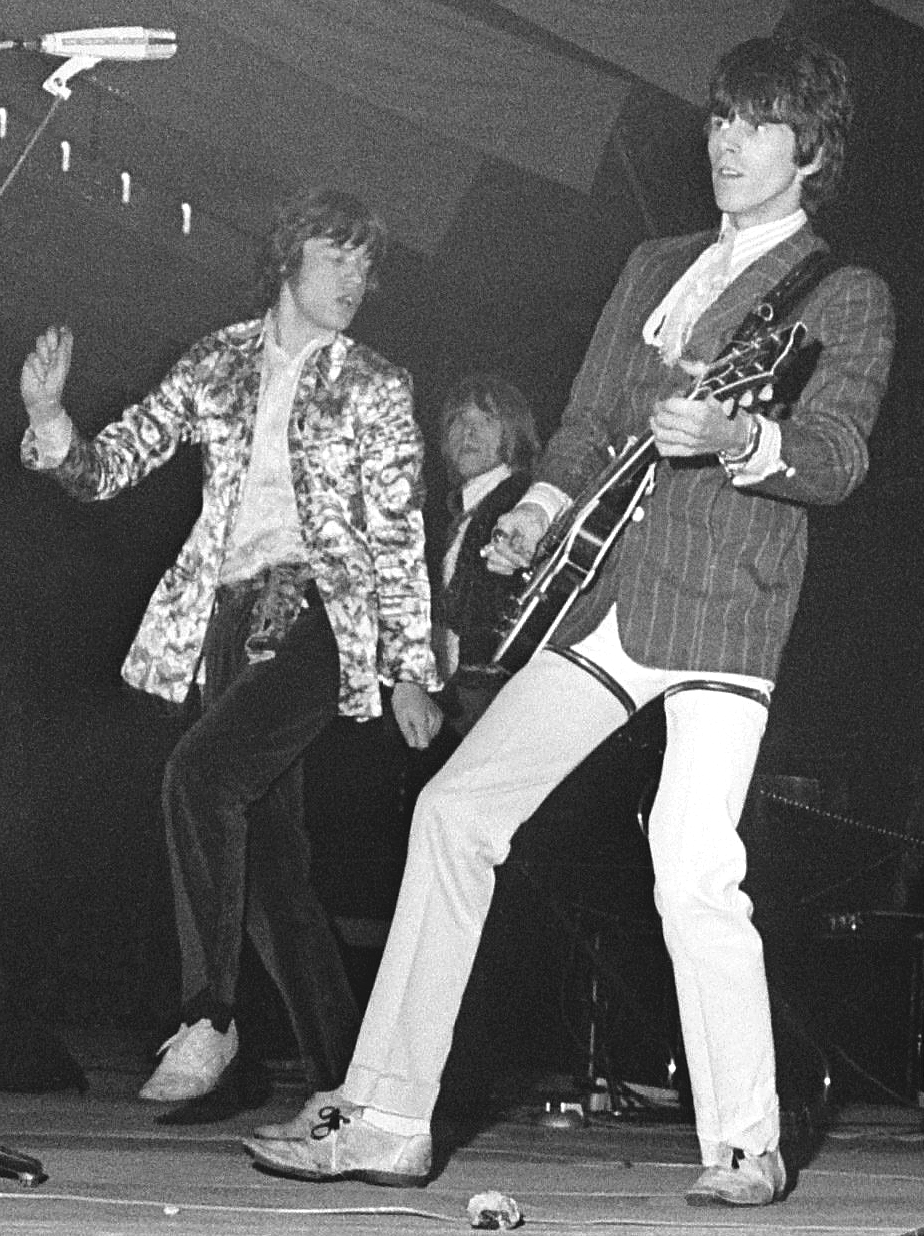
Jagger (links) und Richards (rechts) mit Brian Jones (Mitte) und den Rolling Stones 1967

Obwohl Jagger und Richards verschiedene Versionen ihrer ersten Zusammenarbeit als Songwriting-Duo erzählten, stimmten sie darin überein, dass ihr damaliger Manager Andrew Loog Oldham sie drängte, eigene Songs zu schreiben. Nach Richards sperrte Oldham sie eines Nachts in der Küche ein, wo sie dann As Tears Go By schrieben. Jagger widersprach, das Einsperren sei nur eine scherzhafte Drohung gewesen, und ihr erster Song sei It Should Be You für George Bean gewesen.
John Lennon vermutete, er und Paul McCartney könnten den Songwriting-Ehrgeiz des Duos Jagger/Richards geweckt haben. 1963 besuchten Lennon und McCartney ein Konzert der Rolling Stones, die sie um einen Song gebeten hatten. Lennon und McCartney spielten ihnen eine noch unvollständige Songidee vor, die sie anschließend in einer Ecke des Clubs vervollständigten. Jagger und Richards waren beeindruckt, und I Wanna Be Your Man wurde die zweite Single der Stones, bevor die Beatles es selbst als Single veröffentlichten.
Der erste Song der Autoren Jagger/Richards, der als A-Seite einer Single erschien, war Tell Me (You’re Coming Back), ausgekoppelt vom Debütalbum der Stones. Die Single wurde im Juni 1964 in den USA veröffentlicht, wo sie Platz 24 der Charts erreichte. Die erste Jagger/Richards-Single in Großbritannien war The Last Time, die im Februar 1965 veröffentlicht wurde und Platz 1 der UK-Charts eroberte.
Auch wenn die meisten Jagger/Richards-Kompositionen in Zusammenarbeit entwickelt wurden, waren einige Songs individuelle Werke. So stammen zum Beispiel Sympathy for the Devil und Brown Sugar von Jagger, während Happy und Ruby Tuesday von Richards geschrieben wurden. Damit hielten Jagger/Richards es ebenso wie Lennon/McCartney, dass individuelle Kompositionen dem Duo zugeschrieben wurden. Laut Jagger glich sich das Verhältnis der Solokompositionen im Laufe der Zeit aus.
Am 26. Juni 2013 traten Jagger und Richards die Rechte an ihren Songs an BMG ab, womit sie zum ersten Mal seit über 40 Jahren ein Management von außerhalb der Gruppe hatten.

## Koautoren
Jagger und Richards teilten die Autorenrechte mit einigen anderen Personen, darunter:
| Koautoren              | Songs | Anmerkungen |
| ---------------------- | --- | --- |
| Andrew Loog Oldham     | As Tears Go By | |
| Marianne Faithfull     | Sister Morphine | |
| Mick Taylor            | Ventilator Blues | Gitarrist der Stones von 1969 bis 1974. Taylor gab an, er habe die Stones unter anderem verlassen, weil er nicht immer als Koautor genannt wurde, wo dies der Fall war, zum Beispiel bei Sway und Moonlight Mile.               |
| Ronnie Wood            | Dance (Pt. 1) , If I Was A Dancer (Dance Pt. 2), Everything Is Turning to Gold, Black Limousine, No Use in Crying, Pretty Beat Up, One Hit (To the Body), Fight, Dirty Work, Had It With You und When You’re Gone | Gitarrist der Stones seit 1976. Mit „Inspiration by Ronnie Wood“ wird er auch bei It’s Only Rock ’n Roll (But I Like It) und Hey Negrita erwähnt.                                                                               |
| Billy Preston          | Melody | „Inspiration by Billy Preston“. |
| Chuck Leavell          | Back to Zero | Keyboarder bei den Rolling Stones seit 1982. |
| Steve Jordan           | Almost Hear You Sigh, One More Shot | Jordan, Schlagzeuger und Musikproduzent, trat vor allem bei den Soloprojekten der Stones-Mitglieder in Erscheinung, zum Beispiel den X-Pensive Winos.                                                                           |
| k.d. lang und Ben Mink | Anybody Seen My Baby? | Lang und Mink waren nicht an der Entstehung des Songs beteiligt. Sie wurden als Koautoren erwähnt, nachdem Keith Richards’ Tochter Angela auf Ähnlichkeiten mit Langs Hit Constant Craving aus dem Jahr 1992 hingewiesen hatte. |
| Pierre de Beauport     | Thief in the Night | Richards’ Gitarrentechniker war am Abmischen des Songs beteiligt. |

## Jagger/Richards-Songs, die nicht von den Rolling Stones veröffentlicht wurden
Zu den Jagger/Richards-Songs, die von anderen Musikern, nicht aber von den Stones veröffentlicht wurden, zählen:
- That Girl Belongs to Yesterday, Single von Gene Pitney, Januar 1964.
- Will You Be My Lover Tonight / It Should Be You, Single von George Bean, Januar 1964.
- Each And Every Day, B-Seite der Single All I Want Is My Baby von Bobby Jameson, Februar 1964. Koautoren der A-Seite waren Richards und Andrew Loog Oldham.
- Shang a Doo Lang, Single von Adrienne Posta, März 1964.
- So Much in Love, Single der Band The Mighty Avengers, August 1964. Der Song wurde auch von The Herd (1966) und The Lonely Boys (1996) aufgenommen.
- Act Together auf Ronnie Woods Alben I’ve Got My Own Album to Do (1974) und The First Barbarians: Live from Kilburn (aufgenommen 1974, veröffentlicht 2007).
- Sure the One You Need auf Woods Alben I’ve Got My Own Album to Do und The First Barbarians: Live from Kilburn, sowie auf dem Album Buried Alive: Live in Maryland der Band The New Barbarians (aufgenommen 1979, veröffentlicht 2006).
- Lonely at the Top auf Mick Jaggers Album She’s the Boss, Februar 1985.

## The Glimmer Twins
Der Spitzname „The Glimmer Twins“ entstand nach einer Kreuzfahrt, die Jagger und Richards Ende 1968 mit ihren damaligen Freundinnen Marianne Faithfull und Anita Pallenberg unternahmen. Ein älteres englisches Ehepaar wollte wissen, wer sie seien. Als Jagger und Richards sich weigerten, ihre Namen zu nennen, bat die Frau „just give us a glimmer“ (gebt uns nur einen kleinen Hinweis).
Jagger und Richards begannen mit It’s Only Rock ’n Roll (1974) die Alben der Stones unter dem Pseudonym „The Glimmer Twins“ zu produzieren. The Glimmer Twins waren die einzigen genannten Produzenten aller Studio- und Livealben der Stones bis einschließlich Still Life (1982). Ab Undercover (1983) teilten The Glimmer Twins die Produktion der Stones-Alben mit anderen Produzenten, am häufigsten mit Don Was (fünfmal) und Chris Kimsey (dreimal).
The Glimmer Twins sind auch Koproduzenten des Albums Bush Doctor von Peter Tosh (1978). Beim Album Pay Pack & Follow von John Phillips (aufgenommen 1979, veröffentlicht 2001) jedoch sind Mick Jagger und Keith Richards namentlich einzeln als Koproduzenten genannt.